# NGC 7608
NGC 7608 (другие обозначения — PGC 71055, UGC 12500, MCG 1-59-44, ZWG 406.62) — галактика в созвездии Пегас.
Этот объект входит в число перечисленных в оригинальной редакции «Нового общего каталога».